# Nadie como tú (telenovela)
Nadie como tú es una telenovela mexicana producida por Ignacio Sada Madero para TelevisaUnivision, entre 2023 y 2024. La telenovela está basada en la historia portuguesa de 2010, Espírito Indomável de Sandra Santos y siendo adaptada por Antonio Abascal, Carlos Daniel González, Dante Hernández Miranda y Sol Rubí Santillana. Se estrenó a través de Las Estrellas el 14 de agosto de 2023 en sustitución de Eternamente amándonos, y finalizó el 28 de enero de 2024 siendo reemplazado por Vivir de amor.
Está protagonizada por Karla Esquivel, Brandon Peniche, Alejandra Barros y Diego Olivera, junto con Eduardo Santamarina, Elizabeth Álvarez, Irina Baeva, Iván Arana y Carlos Speitzer en los roles antagónicos; acompañados de Paty Díaz, Daniela Álvarez, Ramsés Alemán, Ignacio Guadalupe y Evangelina Sosa.

## Trama
Hace 21 años, Raimundo Madrigal (Eduardo Santamarina) y José María Figueroa (Diego Olivera) se mudan a San Miguel Arcángel con sus familias para convertirse en productores de mezcal. Teresa (Alejandra Barros), la esposa de Raimundo, tiene una aventura con José María y cuando Raimundo se entera, la ataca. Teresa huye con sus hijos, pero Raimundo la persigue y provoca un accidente de coche en el que Bianca (Karla Esquivel), la menor de los Madrigal, es dada por muerta. Bianca es rescatada por Eréndira (Paty Díaz), quien la lleva a su casa para hacerla pasar por su hija fallecida, Ximena. Mientras tanto, Teresa decide distanciarse de José María y quedarse con Raimundo. Habiendo sido acusada de brujería, Eréndira escapa con Hugo (Carlos Speitzer) y Bianca —bajo la identidad de Ximena— y encuentra trabajo en la hacienda de los Figueroa.
Años después, Ximena se enamora de Salvador (Brandon Peniche), el hijo de José María. Eréndira le confiesa a Ximena que en realidad es Bianca Madrigal, haciendo que Ximena dude de su vida entera. El odio entre los Madrigal y los Figueroa se reaviva con la revelación del origen de Ximena, lo que impide que ella y Salvador estén juntos.

## Reparto
Una lista del equipo del reparto confirmado se publicó el 28 de marzo de 2023, a través de la página web de People en Español.

### Principales
- Eduardo Santamarina como Raimundo Madrigal Canales
- Karla Esquivel como Bianca Madrigal Arreola / Ximena Santana García
- Brandon Peniche como Salvador Figueroa Toledano
- Diego Olivera como José María Figueroa Arce
- Alejandra Barros como Teresa Arreola Villaseñor
- Irina Baeva como Romina Ortuño Vieri
- Iván Arana como Jonás Madrigal Arreola
- Elizabeth Álvarez como Begoña Toledano Maciel
- Daniela Álvarez como Jazmín Figueroa Toledano
- Ramsés Alemán como Eduardo Madrigal Arreola
- Paty Díaz como Eréndira Santana García
- Ricardo Franco como Tristán Gamero Benítez
- Claudia Troyo como Martha Granada
- Ignacio Guadalupe como Aurelio Medina Cruz
- Evangelina Sosa como Jacinta Martínez de Medina
- Hugo Aceves como Laureano
- Axel Trujillo como Néstor Rodríguez Velasco
- Fabiola Andere como Piedad Molina Suárez
- Dayren Chávez como Celia Molina Suárez
- Fernanda Bernal como Carmen Medina Martínez
- Sharon Gaytán como Toña
- Guty Carrera como Fabián Armenta Rivas[7]
- Tania Sáenz como Lola
- María José Parga como Citlali Nava
- Carlos Speitzer como Hugo Santana García

### Recurrentes e invitados especiales
- Hans Gaitán como Matías Figueroa Toledano
- Daniel Rascón
- Paulina de Labra
- Alejandra Jurado como Lázara
- Roberto Tello
- Martín Rojas
- George López
- Horacio Beamonte
- Priscila Gee como Elvira
- Pepe Olivares
- Khiabet Peniche
- Eva Daniela como Lorena
- Felipe Nájera como Claudio

## Episodios
| N.º    | Título                                                                       | Fecha de emisión original | Audiencia (millones) |
| ------ | ---------------------------------------------------------------------------- | ------------------------- | -------------------- |
| 1      | «Ella es Ximena»                                                             | 14 de agosto de 2023      | 5.2                  |
| 2      | «Un mal presentimiento»                                                      | 15 de agosto de 2023      | 5.3                  |
| 3      | «Me voy a vengar»                                                            | 16 de agosto de 2023      | 4.9                  |
| 4      | «Estamos en guerra»                                                          | 17 de agosto de 2023      | 4.8                  |
| 5      | «Haces que pierda la cabeza»                                                 | 18 de agosto de 2023      | 5.2                  |
| 6      | «Fue un error»                                                               | 21 de agosto de 2023      | 5.0                  |
| 7      | «Quiero conocerte como amigos»                                               | 22 de agosto de 2023      | 4.8                  |
| 8      | «Yo soy la mujer de su vida»                                                 | 23 de agosto de 2023      | 4.6                  |
| 9      | «He decidido quedarme»                                                       | 24 de agosto de 2023      | 5.1                  |
| 10     | «Jugar con fuego»                                                            | 25 de agosto de 2023      | 4.6                  |
| 11     | «Jonás me gusta»                                                             | 28 de agosto de 2023      | 4.5                  |
| 12     | «El que juega con fuego se quema»                                            | 29 de agosto de 2023      | 4.1                  |
| 13     | «No soy plato de segunda mesa»                                               | 30 de agosto de 2023      | 4.5                  |
| 14     | «Meter la nariz donde no llaman»                                             | 31 de agosto de 2023      | 5.1                  |
| 15     | «Dios nos libre a todos del odio»                                            | 1 de septiembre de 2023   | 4.3                  |
| 16     | «Te amo Ximena»                                                              | 4 de septiembre de 2023   | 4.9                  |
| 17     | «Lo quiero todo contigo»                                                     | 5 de septiembre de 2023   | 5.0                  |
| 18     | «Lo mejor será terminar»                                                     | 6 de septiembre de 2023   | 4.7                  |
| 19     | «No te vas a quedar con mi hombre»                                           | 7 de septiembre de 2023   | 4.4                  |
| 20     | «Hasta que la muerte nos separe»                                             | 8 de septiembre de 2023   | 4.5                  |
| 21     | «Quiero besarte»                                                             | 11 de septiembre de 2023  | 4.2                  |
| 22     | «¡Tú eres Bianca!»                                                           | 12 de septiembre de 2023  | 4.2                  |
| 23     | «Te da miedo estar cerca de mí»                                              | 13 de septiembre de 2023  | 3.9                  |
| 24     | «Tu corazón arde igual que el mío»                                           | 14 de septiembre de 2023  | 4.3                  |
| 25     | «Me entregué en cuerpo y alma»                                               | 15 de septiembre de 2023  | 3.8                  |
| 26     | «¿Quieres casarte conmigo?»                                                  | 18 de septiembre de 2023  | 4.1                  |
| 27     | «¡Hugo es tu hijo!»                                                          | 19 de septiembre de 2023  | 4.3                  |
| 28     | «Sí voy a ser tu esposa»                                                     | 20 de septiembre de 2023  | 4.4                  |
| 29     | «Acabas de firmar tu sentencia de muerte»                                    | 21 de septiembre de 2023  | 4.2                  |
| 30     | «Te están viendo la cara»                                                    | 22 de septiembre de 2023  | 4.4                  |
| 31     | «No acepto perderte»                                                         | 25 de septiembre de 2023  | 4.1                  |
| 32     | «El corazón es traicionero»                                                  | 26 de septiembre de 2023  | 4.9                  |
| 33     | «Eres una cazafortunas»                                                      | 27 de septiembre de 2023  | 4.7                  |
| 34     | «A mí lo único que me interesa es el dinero»                                 | 28 de septiembre de 2023  | 4.7                  |
| 35     | «Ponerla en bandeja de plata»                                                | 29 de septiembre de 2023  | 4.4                  |
| 36     | «Dejé ir a una mujer buena»                                                  | 2 de octubre de 2023      | 4.5                  |
| 37     | «Vas a conocer mi lado malo»                                                 | 3 de octubre de 2023      | 4.3                  |
| 38     | «Ojalá nunca te hubiera conocido»                                            | 4 de octubre de 2023      | 4.1                  |
| 39     | «Lo perdimos todo»                                                           | 5 de octubre de 2023      | 5.2                  |
| 40     | «Punto de quiebre»                                                           | 6 de octubre de 2023      | 5.3                  |
| 41     | «Los demonios andan sueltos»                                                 | 9 de octubre de 2023      | 4.9                  |
| 42     | «Quiero ser tu esposa»                                                       | 10 de octubre de 2023     | 4.9                  |
| 43     | «Romina es mi esposa»                                                        | 11 de octubre de 2023     | 4.3                  |
| 44     | «Una boda interrumpida»                                                      | 12 de octubre de 2023     | 4.5                  |
| 45     | «Jamás me voy a volver a enamorar»                                           | 13 de octubre de 2023     | 3.8                  |
| 46     | «¿Quién te ha hecho tanto daño?»                                             | 16 de octubre de 2023     | 4.5                  |
| 47     | «Un impulso muy fuerte»                                                      | 17 de octubre de 2023     | 4.6                  |
| 48     | «Yo soy tu madre»                                                            | 18 de octubre de 2023     | 4.2                  |
| 49     | «¡Jonás escapó!»                                                             | 19 de octubre de 2023     | 4.3                  |
| 50     | «Mal de amores»                                                              | 20 de octubre de 2023     | 4.3                  |
| 51     | «Vas a pagar con tu vida»                                                    | 23 de octubre de 2023     | 5.0                  |
| 52     | «La muerte de Jonás»                                                         | 24 de octubre de 2023     | 4.7                  |
| 53     | «¡Tú lo mataste!»                                                            | 25 de octubre de 2023     | 4.4                  |
| 54     | «Trapos sucios»                                                              | 26 de octubre de 2023     | 4.5                  |
| 55     | «Las personas no son lo que parecen»                                         | 27 de octubre de 2023     | 4.5                  |
| 56     | «¡Bianca está viva!»                                                         | 30 de octubre de 2023     | 4.7                  |
| 57     | «Me puedo morir en cualquier momento»                                        | 31 de octubre de 2023     | 3.8                  |
| 58     | «Divina tentación»                                                           | 1 de noviembre de 2023    | —                    |
| 59     | «¿Soy hija de Raimundo?»                                                     | 2 de noviembre de 2023    | 3.4                  |
| 60     | «Todo o nada»                                                                | 3 de noviembre de 2023    | 4.2                  |
| 61     | «Estoy embarazada»                                                           | 6 de noviembre de 2023    | 4.3                  |
| 62     | «Tú eres Bianca Madrigal»                                                    | 7 de noviembre de 2023    | 4.7                  |
| 63     | «Soy Bianca, tu hija»                                                        | 8 de noviembre de 2023    | 4.3                  |
| 64     | «Lo que hizo Eréndira no tiene perdón»                                       | 9 de noviembre de 2023    | 4.0                  |
| 65     | «Quiero que defiendas a mi madre, Salvador»                                  | 10 de noviembre de 2023   | 4.2                  |
| 66     | «Vengo a ver a mi hija Bianca»                                               | 13 de noviembre de 2023   | 4.4                  |
| 67     | «Quiero a Bianca de regreso»                                                 | 14 de noviembre de 2023   | 4.4                  |
| 68     | «Eres una heredera, Ximena»                                                  | 15 de noviembre de 2023   | 4.4                  |
| 69     | «No sé lo que siento por ti, Abel»                                           | 16 de noviembre de 2023   | 4.5                  |
| 70     | «Defenderé a Ximena con uñas y dientes»                                      | 17 de noviembre de 2023   | —                    |
| 71     | «Vamos a incriminar a Ximena»                                                | 20 de noviembre de 2023   | 3.9                  |
| 72     | «Por obra y gracia de Dios»                                                  | 21 de noviembre de 2023   | 4.4                  |
| 73     | «Todo te puede incriminar, Ximena»                                           | 22 de noviembre de 2023   | 3.9                  |
| 74     | «Aléjate de Abel para siempre»                                               | 23 de noviembre de 2023   | 4.0                  |
| 75     | «Ximena y yo tenemos una relación»                                           | 24 de noviembre de 2023   | —                    |
| 76     | «Siempre voy a proteger a Ximena»                                            | 27 de noviembre de 2023   | 4.2                  |
| 77     | «Estás embarazada, Ximena»                                                   | 28 de noviembre de 2023   | 4.3                  |
| 78     | «Eréndira da su último suspiro»                                              | 29 de noviembre de 2023   | 4.3                  |
| 79     | «Quiero que Ximena sea feliz contigo»                                        | 30 de noviembre de 2023   | —                    |
| 80     | «Ximena es inocente»                                                         | 1 de diciembre de 2023    | —                    |
| 81     | «Ximena está coludida con los Madrigal»                                      | 4 de diciembre de 2023    | 4.1                  |
| 82     | «¿Quieres ser mi esposa, Ximena?»                                            | 5 de diciembre de 2023    | 4.2                  |
| 83     | «Todos los Madrigal son iguales»                                             | 6 de diciembre de 2023    | 4.3                  |
| 84     | «Te voy a refundir en la cárcel, José María»                                 | 7 de diciembre de 2023    | —                    |
| 85     | «La vida de Eduardo ya no será igual»                                        | 8 de diciembre de 2023    | 4.4                  |
| 86     | «Acepto casarme contigo, Abel»                                               | 11 de diciembre de 2023   | —                    |
| 87     | «La ambición es un pecado, Hugo»                                             | 12 de diciembre de 2023   | —                    |
| 88     | «Te amo en silencio, Ximena»                                                 | 13 de diciembre de 2023   | 4.2                  |
| 89     | «Tú eres el padre de mi bebé, Salvador»                                      | 14 de diciembre de 2023   | 4.4                  |
| 90     | «Estoy esperando un hijo tuyo, Salvador»                                     | 15 de diciembre de 2023   | 4.0                  |
| 91     | «El bebé de Ximena no va a nacer»                                            | 18 de diciembre de 2023   | —                    |
| 92     | «Vamos a tener una bebita, Salvador»                                         | 19 de diciembre de 2023   | —                    |
| 93     | «Tus horas están contadas, Teresa»                                           | 20 de diciembre de 2023   | 3.8                  |
| 94     | «No merezco tu perdón Jazmín»                                                | 21 de diciembre de 2023   | —                    |
| 95     | «Raimundo es tu nuevo socio»                                                 | 22 de diciembre de 2023   | —                    |
| 96     | «Nuestra boda queda cancelada, Abel»                                         | 25 de diciembre de 2023   | —                    |
| 97     | «Tenemos que cuidarnos de Hugo»                                              | 26 de diciembre de 2023   | —                    |
| 98     | «Me llevé al baile a José María Figueroa»                                    | 27 de diciembre de 2023   | —                    |
| 99     | «Raimundo y Begoña se casan»                                                 | 28 de diciembre de 2023   | —                    |
| 100    | «Tenerte cerca es una maldición, Ximena»                                     | 29 de diciembre de 2023   | —                    |
| 101    | «Ximena aprende a defenderse»                                                | 1 de enero de 2024        | —                    |
| 102    | «Ximena encara a Romina»                                                     | 2 de enero de 2024        | 3.9                  |
| 103    | «Ximena pierde la memoria»                                                   | 3 de enero de 2024        | 4.8                  |
| 104    | «Ximena logra reconocer a Salvador»                                          | 4 de enero de 2024        | 4.8                  |
| 105    | «Ximena comienza a sentir culpa al no recordar su pasado»                    | 5 de enero de 2024        | 4.1                  |
| 106    | «Lo recuerdo todo, Salvador»                                                 | 8 de enero de 2024        | 4.8                  |
| 107    | «Ximena perdió al bebé»                                                      | 9 de enero de 2024        | 4.8                  |
| 108    | «Perdiste por tu soberbia, Hugo»                                             | 10 de enero de 2024       | 5.1                  |
| 109    | «A Romina se le castigará con la cárcel»                                     | 11 de enero de 2024       | 4.7                  |
| 110    | «La señora de Hugo Madrigal»                                                 | 12 de enero de 2024       | 4.2                  |
| 111    | «La muerte de Begoña»                                                        | 15 de enero de 2024       | 5.1                  |
| 112    | «Quiero estar contigo siempre, Ximena»                                       | 16 de enero de 2024       | 4.9                  |
| 113    | «No puedo perder a mi bebé»                                                  | 17 de enero de 2024       | 5.4                  |
| 114    | «Ayúdame a escapar, Hugo»                                                    | 18 de enero de 2024       | 4.9                  |
| 115    | «Romina, quedas detenida»                                                    | 19 de enero de 2024       | 4.3                  |
| 116    | «¡Ximena se fue de Santiago Matatlán!»                                       | 22 de enero de 2024       | 4.3                  |
| 117    | «No puedo seguir a tu lado, Abel»                                            | 23 de enero de 2024       | 4.7                  |
| 118    | «¿Me extrañaste Ximena?»                                                     | 24 de enero de 2024       | 4.1                  |
| 119    | «Vas a pagar por todo, Hugo»                                                 | 25 de enero de 2024       | 4.3                  |
| 120    | «Hugo está muerto»                                                           | 26 de enero de 2024       | —                    |
| 121122 | «Que Dios lo perdone, Raimundo Madrigal»«Te prometo una vida juntos, Ximena» | 28 de enero de 2024       | 4.1                  |

Nota
1. ↑  Este episodio se pre-estrenó el 11 de agosto de 2023 a través de Vix, la página, app y redes sociales oficiales —incluido el canal de Youtube y cuenta oficial de Facebook— de Las Estrellas.[9]

## Producción
A inicios de febrero de 2023, se reportó que Ignacio Sada Madero comenzó la preproducción de la telenovela. El 15 de marzo de 2023, Brandon Peniche fue anunciado para llevar el rol protagónico, además de Irina Baeva como una de las villanas principales de la telenovela. El 24 de marzo de 2023 se anunció a Karla Esquivel como el rol estelar de la telenovela al lado de Peniche. El rodaje de la telenovela inició el 8 de mayo de 2023.

## Audiencias
| Temporada | Horario (CT)                                                             | Episodios | Primera emisión      | Primera emisión      | Última emisión      | Última emisión       | Prom. de espectadores (millones) |
| Temporada | Horario (CT)                                                             | Episodios | Fecha                | Audiencia (millones) | Fecha               | Audiencia (millones) | Prom. de espectadores (millones) |
| --------- | ------------------------------------------------------------------------ | --------- | -------------------- | -------------------- | ------------------- | -------------------- | -------------------------------- |
| 1         | Lunes a viernes 16:30 - 17:30 h. Domingo 19:30 - 21:00 h. (eps. 121-122) | 122       | 14 de agosto de 2023 | 5.2                  | 28 de enero de 2024 | 4.1                  | 4.5                              |